# Acena
Acena (Acaena) – rodzaj roślin należących do rodziny różowatych. Obejmuje od około 40 do około 100 gatunków. Występują one na różnych kontynentach, głównie półkuli południowej. Szereg gatunków jest uprawianych jako rośliny ozdobne. Brak w tym rodzaju gatunków rodzimych dla flory Polski, niektóre gatunki znajdują się w kolekcjach ogrodów botanicznych, niektóre są uprawiane jako rośliny ozdobne, jako efemerofit występuje acena sina.

## Rozmieszczenie geograficzne
Największe zróżnicowanie przedstawicieli tego rodzaju występuje we florze Australii, Nowej Zelandii i Ameryki Południowej (tylko w Chile około 25 gatunków). Na południu przedstawiciele rodzaju spotykani są na Georgii Południowej, a na północy zasięg rodzaju sięga do Kalifornii i Hawajów (w obu miejscach pojedyncze gatunki). W Afryce rośnie jeden gatunek tego rodzaju, poza tym przedstawiciele rodzaju rosną na archipelagu Tristan da Cunha, Juan Fernández, innych wyspach Pacyfiku oraz na Nowej Gwinei.

## Morfologia

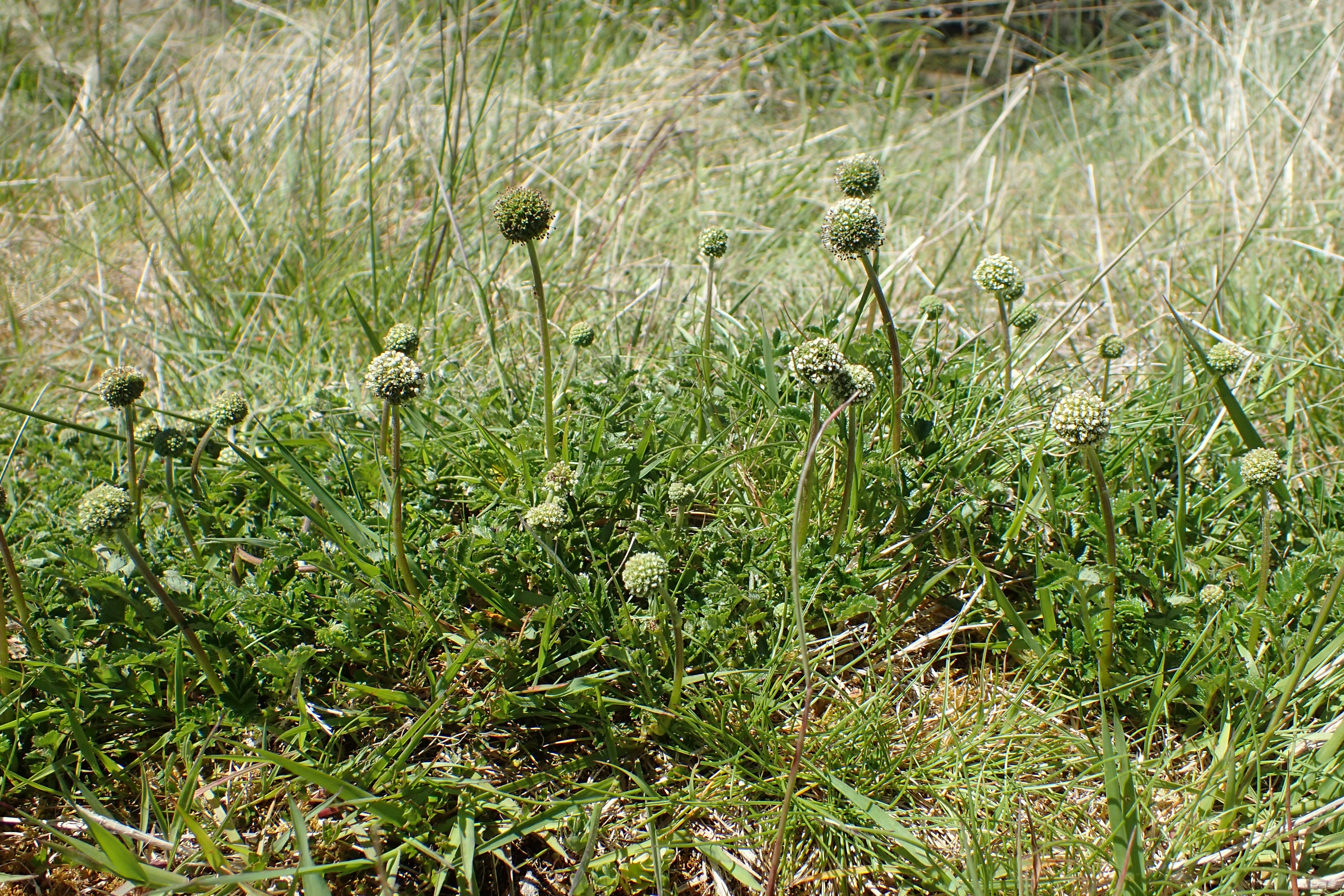
Acena nowozelandzka

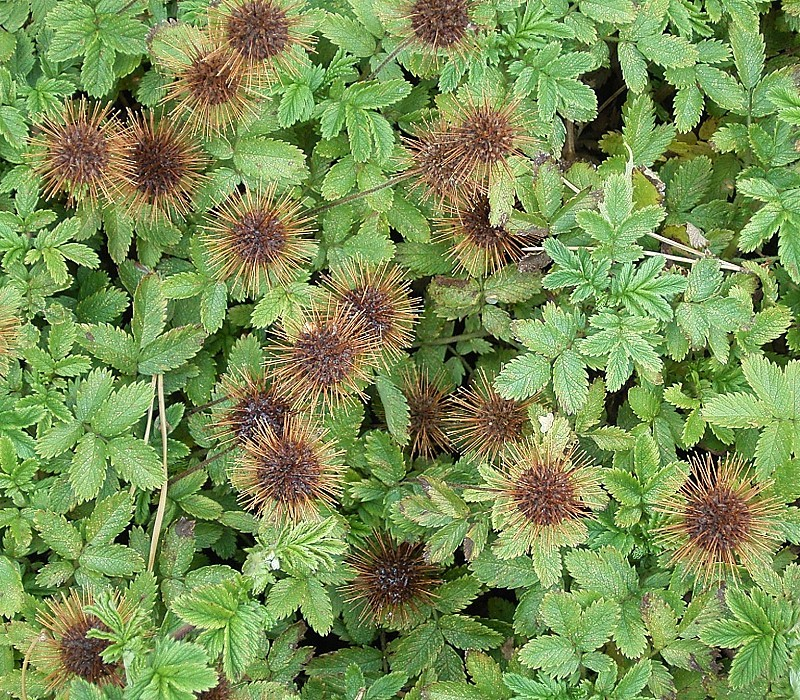
Acena pięciornikowata

PokrójRośliny wieloletnie, z pędami płożącymi się i w różnym stopniu drewniejącymi. Często tworzą gęste kobierce. Osiągają do 30 cm wysokości.
LiścieRegularnie, nieparzysto pierzaste, z listkami licznymi, ząbkowanymi na brzegu. Blaszka liściowa często jest barwy sinej lub brązowej.
KwiatyDrobne, obupłciowe, zebrane po 80–100 w gęste główki i kłosy. Pozbawione są kieliszka i korony, okwiat składa się tylko z 3 lub 4 działek kielicha. Pręciki występują w liczbie od 1 do 10, najczęściej są dwa. Zalążnia dolna, składa się z pojedynczego lub dwóch owocolistków. Znamię jest piórkowate. Kwiaty są zielonkawe, ciemnoczerwone lub brązowe. Hypancjum jest wklęsłe, w gardzieli ściśnięte, nagie lub owłosione w różnym stopniu, pokryte jest prostymi lub haczykowatymi kolcami.
OwoceJedno- lub dwunasienny orzeszek (lub niełupka) zamknięty w suchych hypancjum, wydłużającym się po zapłodnieniu. Owoc nierzadko jest oskrzydlony lub uzbrojony jest w 4 lub większą liczbę kolców.

## Systematyka

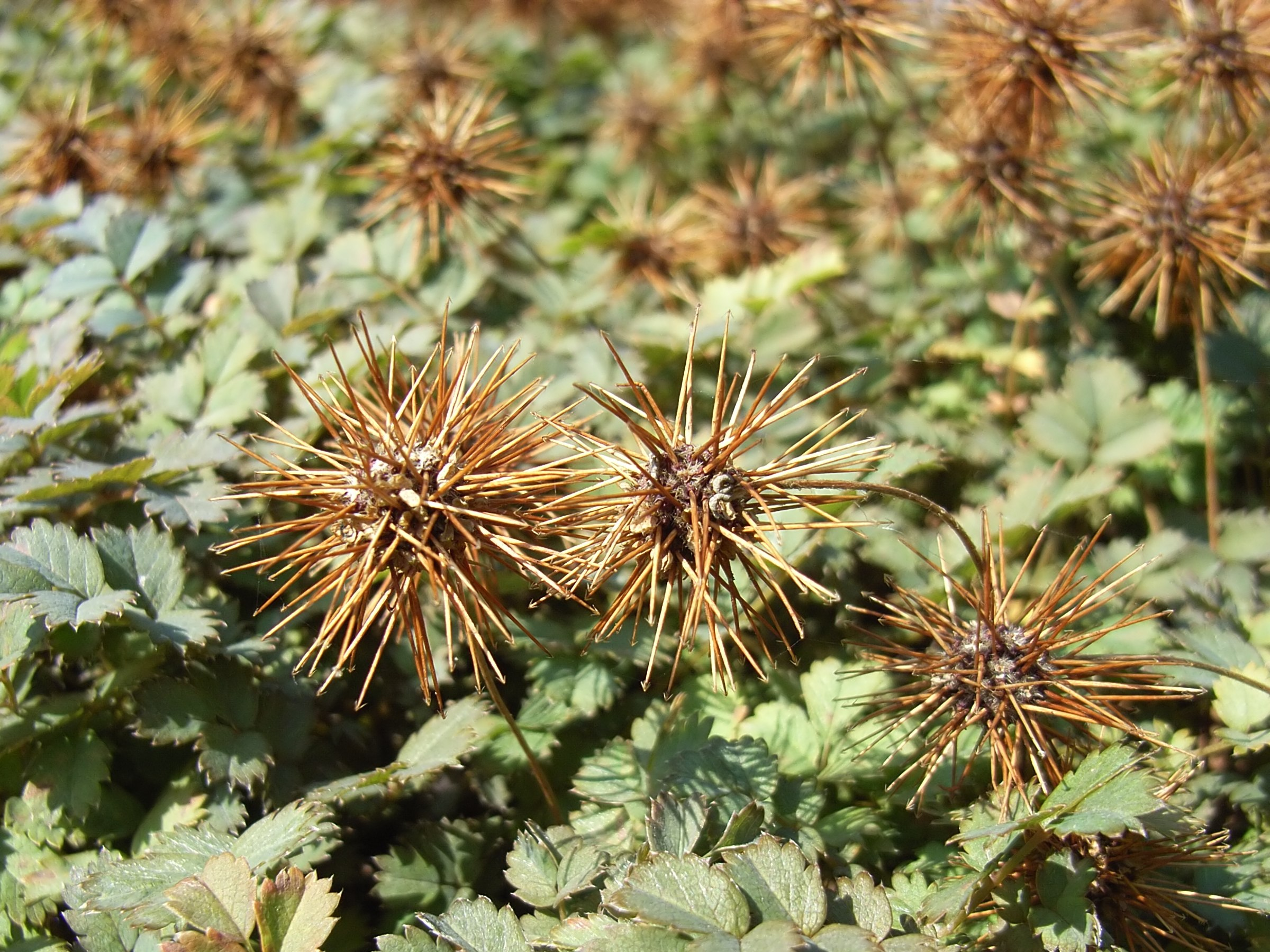
Acaena microphylla

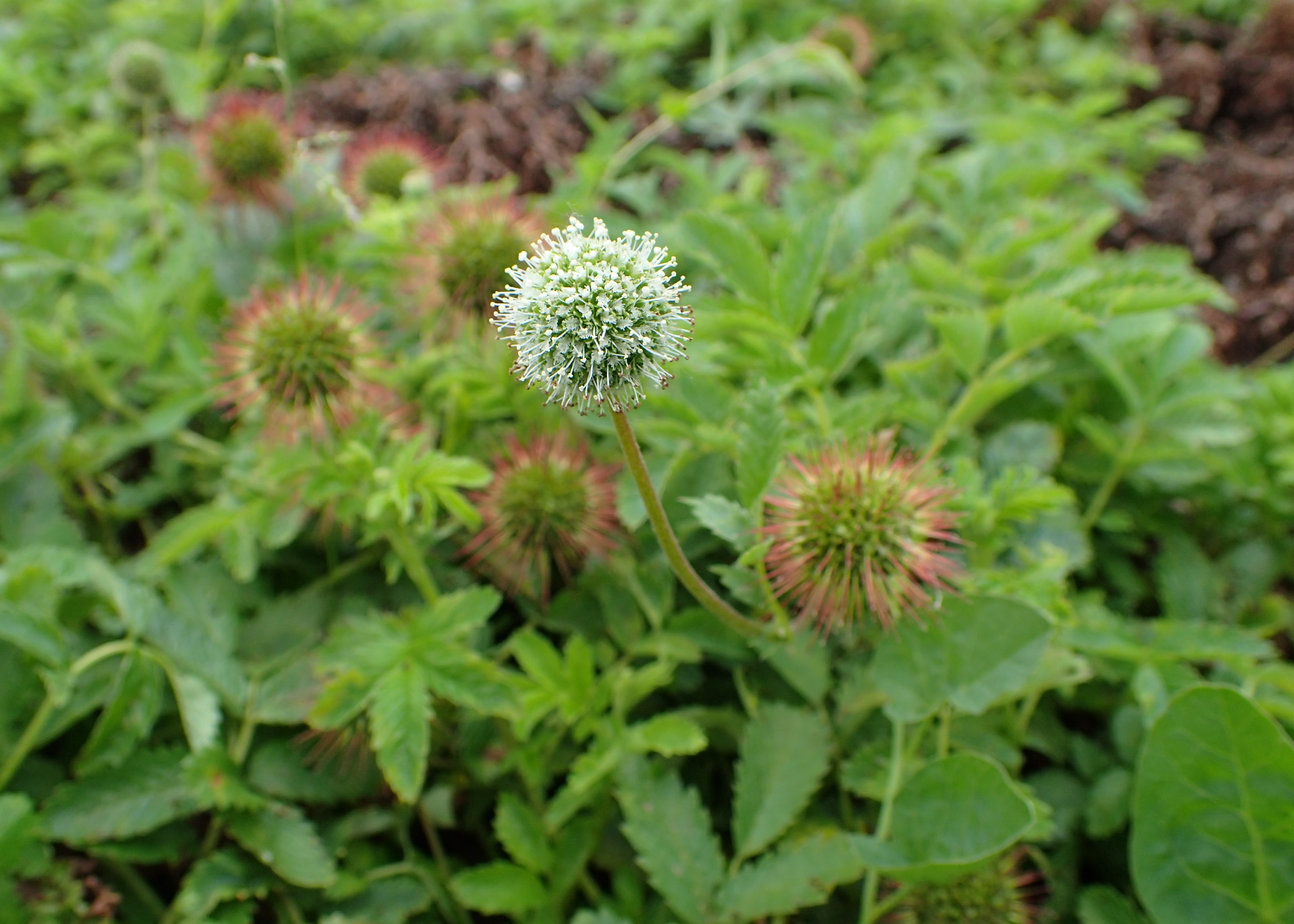
Acaena ovalifolia

Pozycja systematyczna według APweb (aktualizowany system APG IV z 2016)
Rodzaj należący do podplemienia Sanguisorbinae, plemienia Sanguisorbeae, podrodziny Rosoideae, rodziny różowatych (Rosaceae Juss.), rzędu różowców, kladu różowych w obrębie okrytonasiennych.
Pozycja systematyczna według systemu Reveala (1993-1999)
Gromada okrytonasienne (Magnoliophyta Cronquist), podgromada Magnoliophytina Frohne & U. Jensen ex Reveal, klasa Rosopsida Batsch, podklasa różowe (Rosidae Takht.), nadrząd Rosanae Takht., rząd różowce (Rosales Perleb), podrząd Rosineae Erchb., rodzina różowate (Rosaceae Juss.), rodzaj acena (Acaena Mutis ex L.).
Wykaz gatunków
- Acaena alpina Poepp. ex Walp.
- Acaena anserinifolia (J.R.Forst. & G.Forst.) J.B.Armstr. – acena pięciornikowata
- Acaena antarctica Hook.f. – acena antarktyczna
- Acaena argentea Ruiz & Pav.
- Acaena buchananii Hook.f. – acena Buchanana
- Acaena caesiglauca Bergmans – acena niebieskoszara
- Acaena caespitosa Gillies ex Hook. & Arn.
- Acaena confertissima Bitter
- Acaena elongata L.
- Acaena eupatoria Cham. & Schltdl.
- Acaena inermis Hook.f. – acena bezbronna
- Acaena integerrima Gillies ex Hook. & Arn.
- Acaena latebrosa W.T.Aiton
- Acaena leptacantha Phil.
- Acaena lucida (Aiton) Vahl
- Acaena macrocephala Poepp.
- Acaena magellanica (Lam.) Vahl – acena sina
- Acaena masafuerana Bitter
- Acaena microphylla Hook.f. – acena drobnolistna
- Acaena myriophylla Lindl. – acena Hieronymusa
- Acaena novae-zelandiae Kirk – acena nowozelandzka
- Acaena ovalifolia Ruiz & Pav. – acena jajowatolistna
- Acaena patagonica A.E.Martic.
- Acaena pinnatifida Ruiz & Pav. – acena wielolistkowa
- Acaena platyacantha Speg.
- Acaena poeppigiana Gay – acena Poeppiga
- Acaena pumila Vahl
- Acaena saccaticupula Bitter – acena mieszkowata
- Acaena sericea J.Jacq. – acena jedwabista
- Acaena splendens Hook. & Arn.
- Acaena stricta Griseb.
- Acaena tenera Albov
- Acaena trifida Ruiz & Pav.

## Uprawa
Rośliny uprawiane są jako okrywowe. Z wiekiem tracą gesty pokrój. Najlepiej rosną w pełnym słońcu, ale tolerują też półcień. Nie mają dużych wymagań glebowych, poza tym, że najlepiej rosną na glebach przepuszczalnych. Rozmnażane są z nasion lub podział roślin na początku lata.